# Sarcomastigota
Sous-règne
Les Sarcomastigota sont un sous-règne de protistes du règne des Protozoa.

## Description
Le systématicien britannique Thomas Cavalier-Smith définit en 1983 ce sous-règne comme regroupant les protozoaires ayant des mitochondries avec des cristae tubulaires ou vésiculaires. Il comprend les Amibozoaires, les Apusozoaires, les Choanozoaires et les Sulcozoaires.

## Systématique
Le nom valide de ce taxon est Sarcomastigota Cavalier-Smith, 1983.

### Synonymes
Selon l'IRMNG (5 mars 2025) :
- Mastigophora
- Rhizopoda
- Sarcomastigophora
- Zoomastigophora

### Liste des embranchements
Selon le World Register of Marine Species (5 mars 2025) :
- Amoebozoa
- Apusozoa
- Choanozoa
- Sulcozoa

L'IRMNG (5 mars 2025) considère les Apusozoa comme un sous-embranchement des Sulcozoa.

### Publication originale
- (en) Cavalier-Smith, « Endosymbiotic origin of the mitochondrial envelope », dans Endocytobiology II. de Gruyter, Berlin, Schwemmler, W. & Schenck, H.E.A., 1983 (lire en ligne), p. 1028